# 何塞·戈麦斯·穆斯特列尔
何塞·戈麦斯·穆斯特列尔（西班牙語：José Gómez Mustelier，1959年1月28日—），古巴男子拳击运动员。他曾代表古巴参加1980年夏季奥林匹克运动会拳击比赛，获得一枚金牌。他也曾出战1979年泛美运动会。